# Sigurd Monssen
Sigurd Monssen, norveški veslač, * 10. oktober 1902, † 7. november 1990.
Monssen je kot krmar za Norveško nastopil na Poletnih olimpijskih igrah 1948 in z osmercem osvojil bronasto medaljo .